# Баев, Олег Маркович
Оле́г Ма́ркович Ба́ев (род. 23 ноября 1948, с. Великая Михайловка, Великомихайловский район, Одесская область, Украинская ССР, СССР) — предприниматель, управленец, государственный и политический деятель Приднестровской Молдавской Республики. Депутат Верховного совета Приднестровской Молдавской Республики III—VII созывов с 2000.
Генеральный директор ЗАО «KVINT». Доктор технических наук, профессор, академик Международной академии информатизации, член-корреспондент РАЕН. Президент-основатель «Лайонс-клуба».

## Биография
Родился 23 ноября 1948 в селе Великая Михайловка Великомихайловского района Одесской области Украинской ССР (ныне посёлок городского типа в составе Великомихайловской поселковой общины Раздельнянского района Одесской области Украины), в семье крестьян.

### Образование
В 1955 поступил в Велико-Михайловскую среднюю школу, а в 1960 продолжил учёбу в Гребеницкой восьмилетней школе Велико-Михайловского района.
В 1963 поступил в Кишинёвский совхоз-училище виноделия и виноградарства, располагавшийся в селе Ставчены Криулянского района (ныне — Кишинёвский национальный колледж виноградарства и виноделия) на специальность «техник-технолог винодельческой промышленности».
В 1974 окончил Одесский технологический институт пищевой промышленности.
В 1991 окончил бизнес-школу «Школа бизнеса Фукуа» Дьюкского университета штата Северная Каролина (США).
В 1999 получил учёную степень доктора технических наук, позже было присвоено учёное звание профессор и избран академиком Международной академии информатизации. Является действительным членом Российской академии естественных наук, членом Международного клуба директоров.

### Трудовая деятельность
Начал свою трудовую деятельность в 1967 в качестве рабочего виннокупажного цеха тираспольского вино-коньячного завода.
В 1969 избран секретарём Тираспольского горкома комсомола.
С февраля 1973 работает на тираспольском вино-коньячном заводе «KVINT» на разных должностях: старший технолог, главный технолог, главный инженер, с ноября 1986 — директор завода, с апреля 2000 по настоящее время — генеральный директор.
С 2000 — депутат Верховного совета Приднестровской Молдавской Республики III, IV, V, VI и VII созывов.

### Научная деятельность
Обладатель 11 авторских свидетельств и патентов на изобретения, автор ряда монографий и книг по виноградарству и виноделию.
Возглавляет научно-исследовательские работы по возрождению на научной основе виноградарства и виноделия в Приднестровье, организации глубоких научных исследований в Дубоссарском районе на базе созданного им в 1995 сортоиспытательного участка в селе Дойбаны.
Под руководством Баева проведена оценка агроэкологических ресурсов, сортовой состав виноградников и выработаны рекомендации по их оптимальному размещению в хозяйствах районов Приднестровья. Итогом работ стало создание и успешное развитие собственной сырьевой базы завода, позволяющей не только полностью обеспечить производство виноматериалов, коньячных спиртов, но и отправлять их на экспорт. В Каменском районе заложен массив виноградных насаждений площадью около 500 га, а также построен производственный комплекс по переработке винограда.

### Бизнес
Является президентом-основателем «Lions Clubs International» в Тирасполе, а с 2010 — региональный координатор Международной ассоциации «Lions Clubs International» по Молдавии и Приднестровью.

## Семья
Женат, трое детей, пять внуков.

## Звания и награды
Государственные награды Приднестровской Молдавской Республики
- Медаль «За трудовую доблесть»
- Орден Республики (27 августа 1997) — за большой личный вклад в развитие винно-коньячного производства Республики, многолетний, добросовестный труд, высокие организаторские и профессиональные качества и в связи со 100-летием основания Тираспольского винно-коньячного завода «KVINT»[11]
- Орден «Трудовая Слава» (26 августа 2002) — за личный вклад в развитие винно-коньячного производства в Приднестровской Молдавской Республике, многолетний, добросовестный труд, высокие организаторские и профессиональные способности и в связи с 105-летием со дня образования Тираспольского винно-коньячного завода «KVINT»[12]
- Государственная премия Приднестровской Молдавской Республики (2012)
- Орден Почёта (2013)[13]
- Орден «За заслуги» I степени (10 ноября 2008) — за заслуги в становлении и развитии винно-коньячного производства в Приднестровской Молдавской Республике, в возрождении виноградарства в Приднестровье, многолетний добросовестный труд, высокие организаторские и профессиональные способности и в связи с 60-летием со дня рождения[14]
- Орден «За заслуги» II степени

Иные награды
- Орден «За службу России»
- Орден РАЕН «За вклад в развитие общества»
- Орден Святого благоверного князя Даниила Московского III степени (РПЦ)[15]
- Золотая медаль Л. С. Голицына (занесён в Книгу почета виноделов Крыма)
- Золотая медаль Международной кадровой академии «За эффективное управление»
- Памятная серебряная медаль РАЕН имени Н. И. Вавилова
- Звание «Человек года» (1996)
- Почётное звание «Заслуженный работник Приднестровской Молдавской Республики» (2003)
- Лауреат городского конкурса «Признание» (2007)
- Звание «Почётный гражданин Тирасполя» (11 ноября 2008)[3]
- Юбилейные медали